# Anaea oblita
Anaea oblita är en fjärilsart som beskrevs av Hall 1929. Anaea oblita ingår i släktet Anaea och familjen praktfjärilar. Inga underarter finns listade i Catalogue of Life.